# Споменик Дражи Михаиловићу у Београду
Споменик Дражи Михаиловићу у Београду налази се код музеја посвећеног Михаиловићу, у Брегалничкој 24.
Споменик, рад Драгана Раденовића, постављен је 2023. године. Музеј је отворен 17. октобра 2023, а ноћ пред отварање, двије особе су споменик оскрнавиле црвеном фарбом.
Споменик је на мјесту његове бивше породичне куће у којој је живио од 1931. до почетка рата.